# زرافة نوبية
الزرافة النوبية (باللاتينية: Giraffa camelopardalis camelopardalis) نويع من الزرافات كانت منتشرة في كل مكان في شمال شرق إفريقيا، انقرضت حالياً في برية جمهورية الكونغو الديمقراطية ومصر وإريتريا ولكنها بقيت في إثيوبيا وكينيا وأوغندا وجنوب السودان والسودان، أدرج هذا النويع على القائمة الحمراء للأنواع المهددة بالانقراض من قبل الاتحاد الدولي للحفاظ على الطبيعة في عام 2018 بسبب انخفاض أعدادها بنسبة 95% في العقود 3 الماضية.

## الوصف المادي
تعرف الزرافة النوبية ببقعها الكستنائية المحاطة بخطوط بيضاء، بينما تخلو أطرافها السفلى من البقع. تتسم زرافات هذا النويع بطول أرجلها مما يزيد من سرعتها التي تصل إلى 30 ميلا في الساعة.

## التوزيع
كانت الزرافة النوبية منتشرة في جميع أنحاء شمال إفريقيا من كينيا إلى مصر، تعيش الزرافة النوبية حاليًا في شرق جنوب السودان وجنوب غرب إثيوبيا وجيوب معزولة في أوغندا وكينيا. قُدر في عام 2010 أن أقل من 250 زرافة من هذا النويع تعيش في البرية، لكن هذا الرقم غير مؤكد. قدرت أعداد الزرافات التي تعيش في البرية في عام 2016 بقرابة 2150 زرافة، منها 1500 من زرافات روتشيلد.

## في الأسر
الزرافة النوبية هي واحدة من أكثر أنواع الزرافة الموجودة في الأسر شيوعًا مع زرافة روثشيلد والزرافة الشبكية. تعتبر حديقة حيوانات العين في الإمارات العربية المتحدة هي حديقة الحيوانات الوحيدة المعروفة خارج إفريقيا التي تقوم بتربية النمط الظاهري الأصلي المهددة بالانقراض.